# Ґлоґно
Ґлоґно (пол. Głogno, нім. Glognau) — село в Польщі, у гміні Пецки Мронґовського повіту Вармінсько-Мазурського воєводства.
Населення — 153 особи (2011).
У 1975-1998 роках село належало до Ольштинського воєводства.

## Демографія
Демографічна структура станом на 31 березня 2011 року:
|          | Загалом | Допрацездатний вік | Працездатний вік | Постпрацездатний вік |
| -------- | ------- | ------------------ | ---------------- | -------------------- |
| Чоловіки | 68      | 17                 | 47               | 4                    |
| Жінки    | 85      | 32                 | 42               | 11                   |
| Разом    | 153     | 49                 | 89               | 15                   |